# Fiat Chrysler Automobiles
Pour les articles homonymes, voir FCA et Fiat (homonymie).
Fiat Chrysler Automobiles NV (FCA) était une société italo-américaine, de droit néerlandais, créée par Fiat à la suite du rachat à 100 % du groupe Chrysler en janvier 2014.
La fusion entre Fiat et Chrysler est adoptée par l'assemblée des actionnaires de Fiat S.p.A. le 1er août 2014. Le groupe rassemble les marques Fiat, Alfa Romeo, Lancia, Maserati, Abarth, Jeep, Chrysler, Dodge, Ram Trucks.
Le 31 octobre 2019, Fiat Chrysler Automobiles et PSA présentent leur projet de fusion à 50/50 pour former le quatrième groupe mondial automobile, puis le 18 décembre 2019, FCA et le Groupe PSA officialisent la signature d'un accord de fusion.
Le groupe issu de la fusion s'appelle Stellantis.

## Histoire

### Fabbrica Italiana Automobili Torino

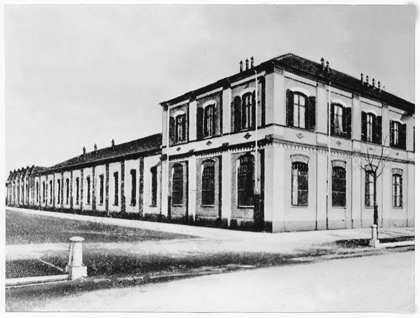
L'usine Fiat en Corso Dante

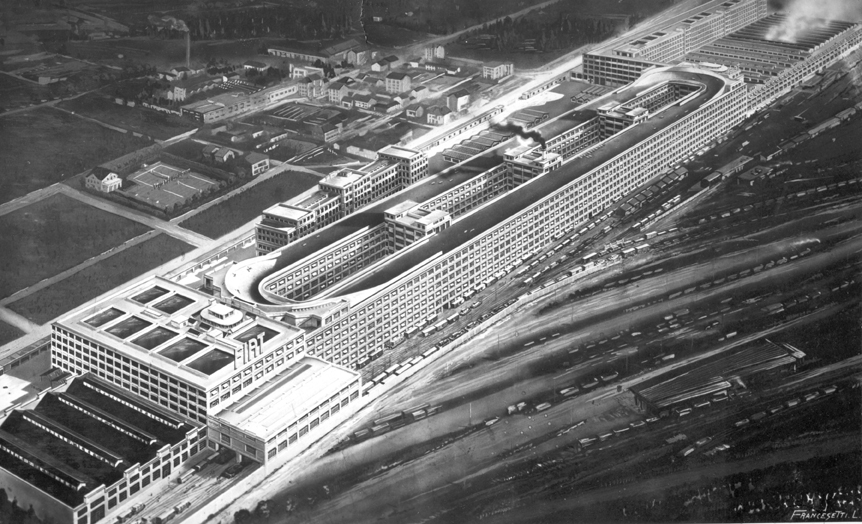
L'usine du Lingotto en 1928

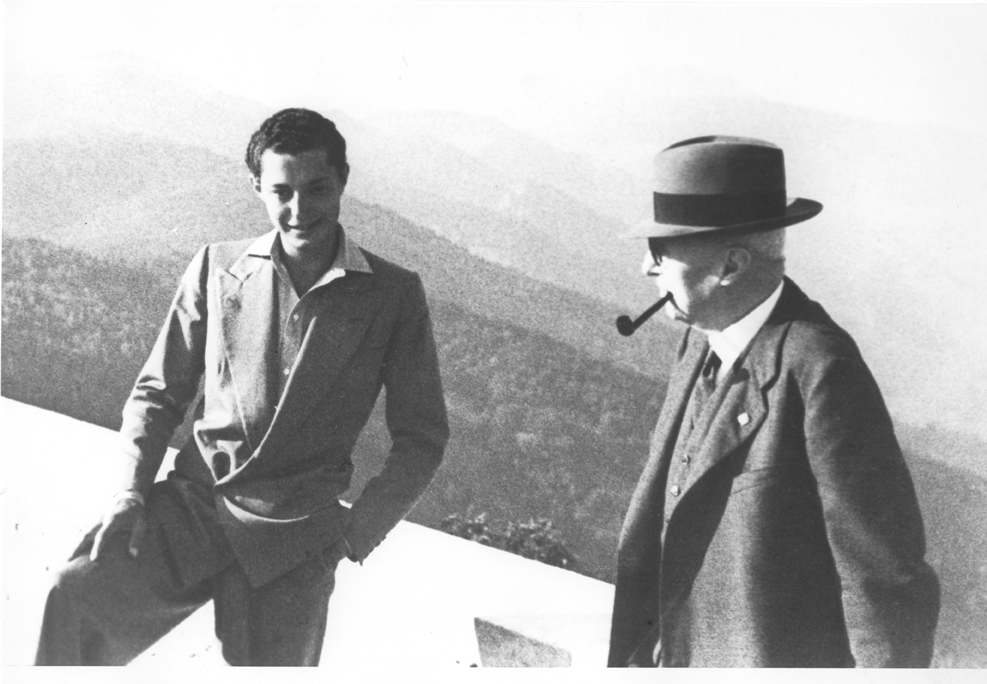
Giovanni Agnelli avec son petit-fils Gianni

La société Fiat est fondée le 11 juillet 1899 à Turin, à l’initiative de Giovanni Agnelli, ancien officier de cavalerie, et de quelques investisseurs.
En 1920, Giovanni Agnelli devient président de la Fiat et en 1923 il inaugure l’usine du « Lingotto », qui accueille la première chaîne d’assemblage, symbole de l’arrivée de la production de masse. La Fiat crée la Sava, une société de crédit à la consommation, dans l’objectif de favoriser la vente à crédit des automobiles. La nouvelle usine ne cesse de sortir de nouveaux modèles : de la SuperFiat, la seule 12 cylindres en V construite par l'entreprise, à la 519, une six cylindres de grand luxe. En 1925, c’est au tour de la 509, puis de la 503 avec sa carrosserie en bois et métal. En 1927, la 520 propose la conduite à gauche et en 1928 Fiat est le premier constructeur automobile au monde à doter ses moteurs de série d’une culasse en aluminium. En 1929, les utilitaires 514 et 525 font leur apparition avec la fourgonnette 1014, à six roues et double transmission.
Avec l'entrée en guerre de l'Italie, Fiat doit convertir sa production aux besoins de la guerre : le nombre de voitures construites se réduit considérablement, passant de 53 000 en 1939 à 3 700 en 1945, tandis que la production de camions est multipliée par cinq. À cela s’ajoutent les véhicules blindés, les avions et les moteurs marins. Pendant le conflit, les usines subissent de graves dommages, mais la production ne s'arrête pas pour autant. Pour faire face aux difficultés de la période, Fiat distribue à ses salariés jusqu'à cent mille repas par jour et leur fournit chaussures, vêtements et bois de chauffage. Malgré les problèmes, l'entreprise garde les yeux tournés vers l’avenir : en 1940, la rame « ATR 016 », équipée d’un moteur diesel, atteint les 160 kilomètres à l'heure et remporte ainsi le record du monde de vitesse dans sa catégorie. Deux ans plus tard naît le tracteur 700D à roues et, en 1944, le modèle 50 à chenilles. Le prototype de ce dernier échappe à la réquisition allemande en étant caché sous terre, près de l'usine de Modène. En avril 1945, la paix est de retour. La même année, le sénateur Agnelli meurt et Vittorio Valletta devient président. Fiat reprend son activité, les usines sortent la 500B versions Berlinetta et Giardinetta, les nouvelles 1100 et 1500 et la sportive 1100 S. La production de nouveaux camions, d’autobus, de puissants tracteurs, d'automotrices, d'avions et de grands moteurs de bateau se poursuit. Les salariés sont désormais au nombre de 71 000. Après la guerre, la firme recommence à faire des bénéfices et Fiat devient un des principaux acteurs de la reconstruction du pays.
Les années 1950 s’achèvent avec le doublement de la surface du site turinois de Mirafiori et l'ouverture de nouvelles usines à l'étranger, en Afrique du Sud, en Turquie, en Yougoslavie, en Argentine et au Mexique.
Pour se développer à l’échelle internationale, le groupe investit dans l'innovation, réalise un programme de limitation des coûts et mise sur les marchés émergents à fort potentiel de développement : pour ces derniers, le groupe réalise la world-car Palio, construite d'abord au Brésil puis en Pologne, Turquie, Russie, Maroc et Afrique du Sud. Les nouveaux modèles sont tous pensés pour un marché mondial : de la Punto, à l'Alfa Romeo 156. En 1993 même la prestigieuse marque sportive Maserati entre dans le groupe.

### Chrysler US LLC

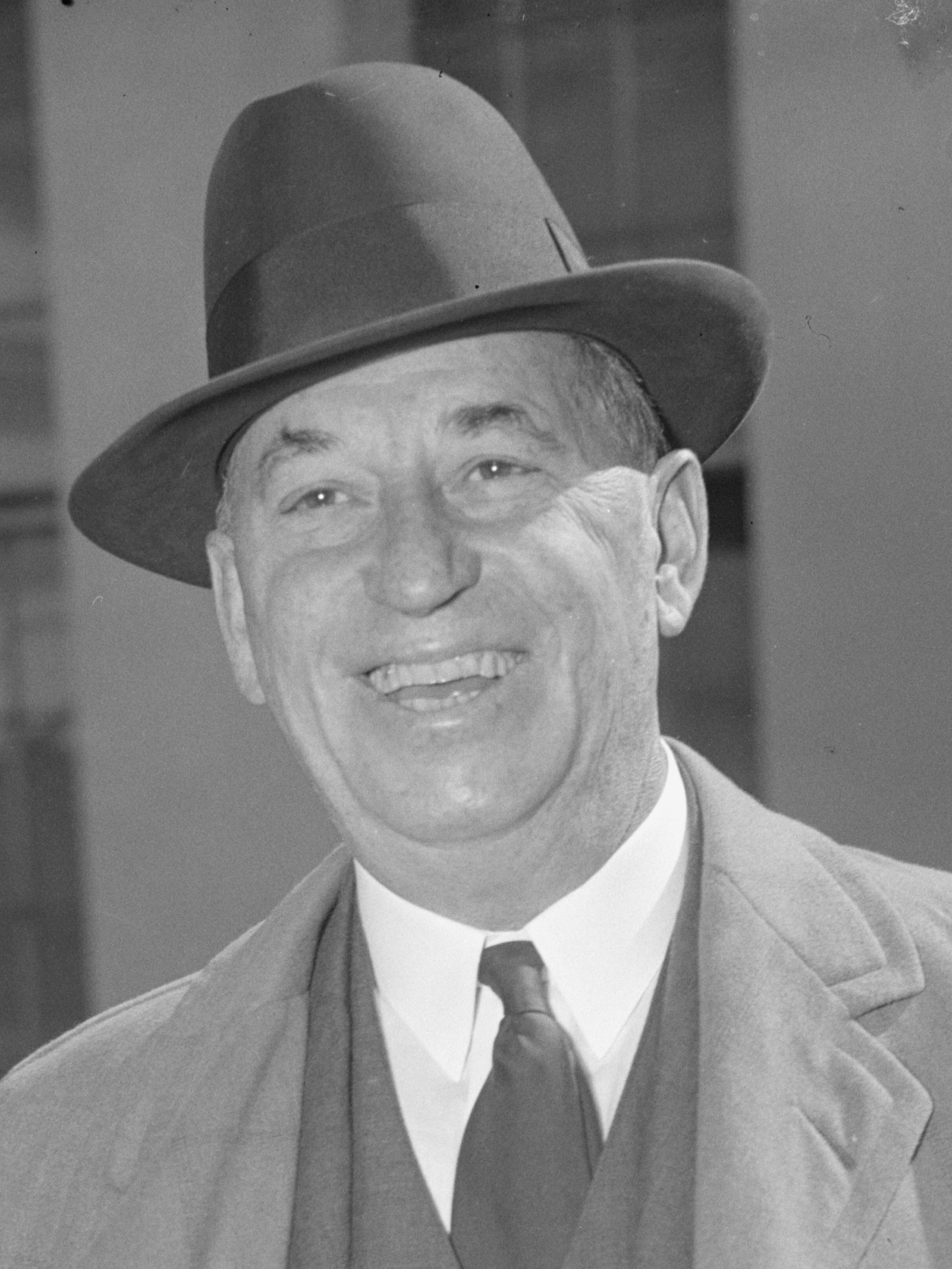
Walter Percy Chrysler.

La première voiture de marque Chrysler, la Six, est sortie en 1924 et fut présentée à l'hôtel Commodore de New York. Son créateur, Walter Percy Chrysler, souhaitait que sa voiture soit présentée au Salon de l'automobile de New York, mais il se vit refuser l'entrée sachant que son véhicule n'était pas encore en production. Avide de marketing, il avait eu donc l'idée de l'exposer à des investisseurs potentiels dans ce grand hôtel de Manhattan. Cette stratégie alternative finit par payer et un banquier de la Chase Securities souscrivit une participation de 5 millions de dollars dans la Maxwell Motor Corp. (société de W. Chrysler). La Six fut donc rapidement commercialisée et fut la première voiture proposée à un prix abordable. Ce modèle amena d'autres évolutions comme les quatre freins hydrauliques ou un moteur six cylindres.
Le 6 juin 1925, W. Chrysler rachète les capitaux restants de la Maxwell Motor Corp. afin de créer la Chrysler Corporation. Le développement de cette nouvelle société sera d'une rapidité considérable.
Le 7 juillet 1928, W. Chrysler fonde la société Plymouth. Cette société fut spécialisée dans la production de voitures populaires afin d'élargir le groupe à une clientèle populaire.

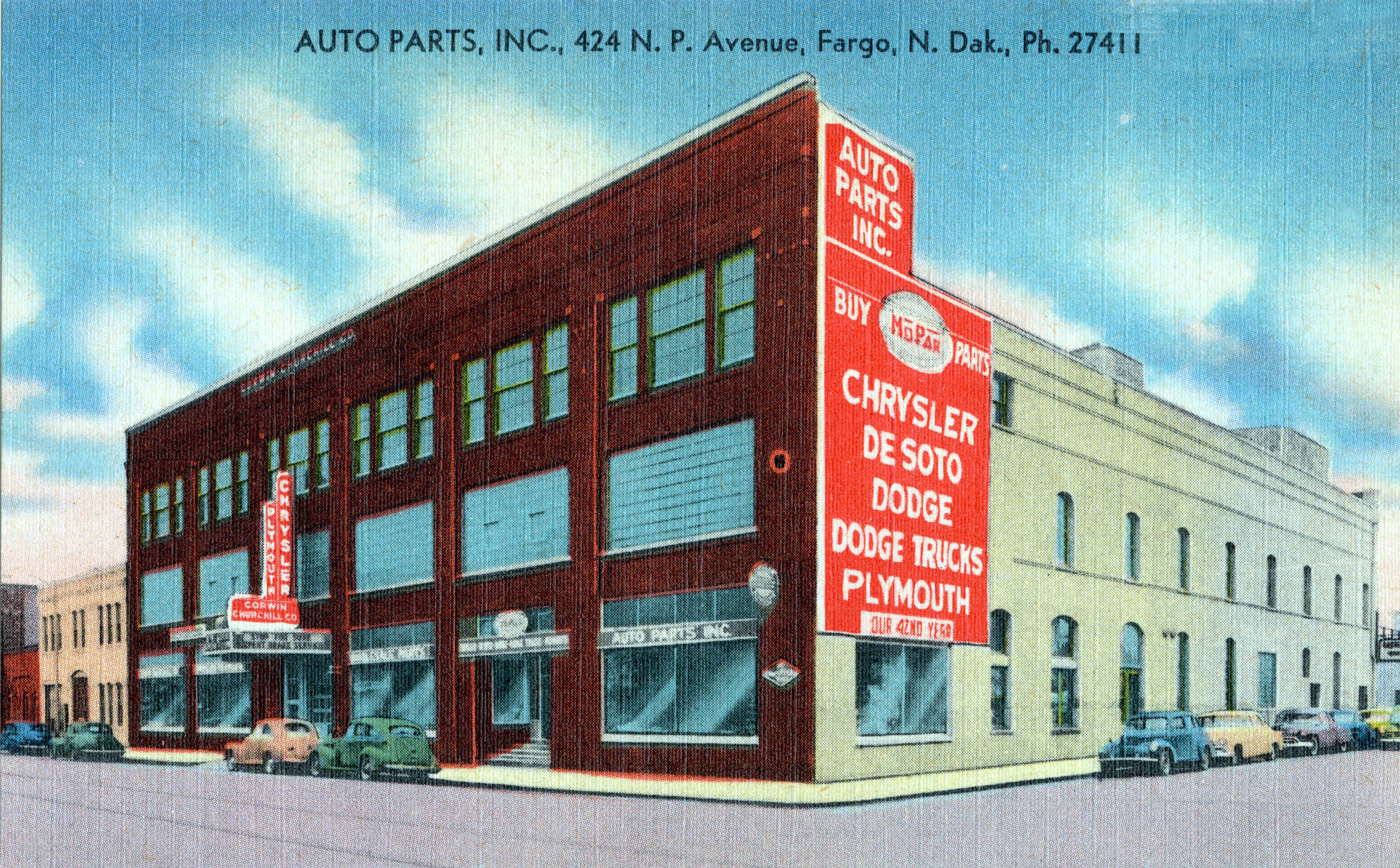
Concession, des marques automobiles Chrysler, DeSoto, Dodge et Plymouth (1930–1945).

En 1934, la société lance la Chrysler Airflow, un modèle révolutionnaire comprenant un corps aux formes très élancées, qui fut parmi les premiers véhicules à utiliser les principes scientifiques de l'aérodynamique. L'Airflow, avec ses formes reprises de l'aviation, fut une grande réussite technologique (carrosserie allégée, records de vitesse). Chrysler développe aussi la première soufflerie pour tester ce nouveau modèle. Malheureusement, la Chrysler Airflow ne fut pas bien accueillie par le public et ce sont les modestes divisions Dodge et Plymouth qui ont permis à Chrysler de perdurer durant la Grande Dépression, grâce à des modèles conventionnels et un peu plus populaires. Plymouth fut la seule marque américaine à augmenter ses ventes durant cette période.
L'entreprise Chrysler qui est devenue l’une des Big Three contrôlant le marché automobile américain a également été mobilisée pour l'effort de guerre. C'est ainsi qu'elle mit au point le SCR-584, le système radar le plus largement reconnu de l’ère de la guerre. L'entreprise produisit également des boosters spatiaux pour la Nasa pendant la Guerre froide.
En 1983, Chrysler met en vente le Voyager, premier monospace de l'histoire. Le succès fut immédiat, et le groupe Chrysler pu sortir d'une crise qui durait depuis le premier choc pétrolier.
Au début des années 1990, Chrysler créé le concept de Cab Forward, littéralement cabine avancée. Elle permet une meilleure optimisation de l'espace intérieur du véhicule.

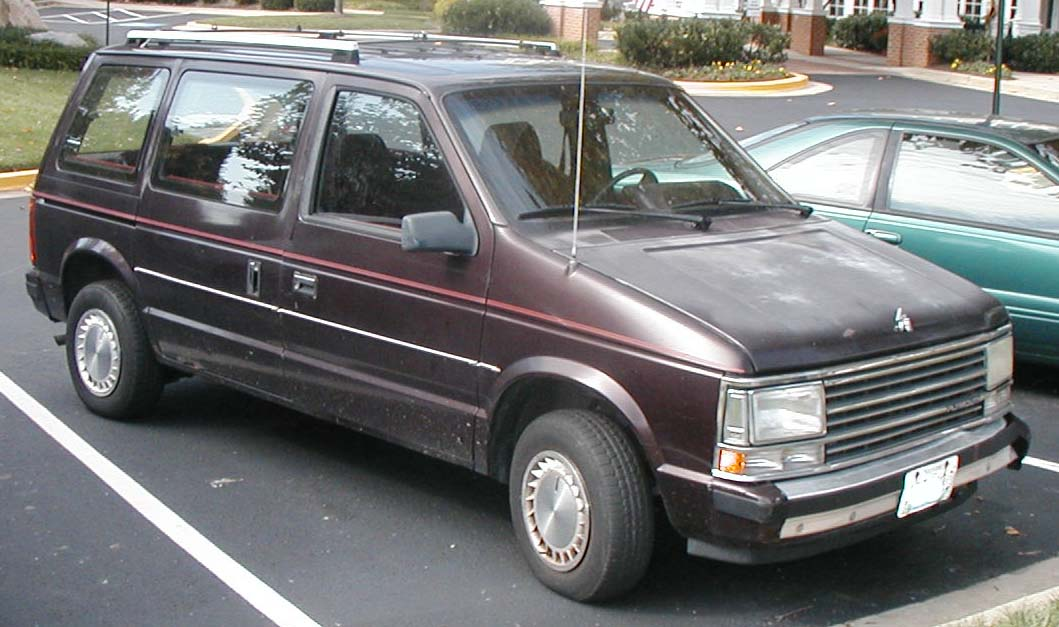
Chrysler Voyager de 1983, premier monospace de l'histoire, quelques mois avant le Renault Espace.

En 1998, la société Chrysler fusionne avec l'allemand Daimler-Benz AG et forme la société DaimlerChrysler. Cette opération est initialement présentée comme une fusion d'égal à égal mais, au bout de quelques années, la vérité éclate au grand jour : il s'agit d'un achat de Chrysler par Daimler-Benz, qui devient le partenaire dominant du couple. Comme preuve, Chrysler retombe dans les déboires financiers juste après la fusion, faisant gravement chuter le cours de l'action commune et provoquant de sérieuses inquiétudes au sein du siège social allemand, qui dépêche le nouveau CEO Jürgen Schrempp pour reprendre les rênes.
Le 14 mai 2007, scellant l'échec de la fusion, le fonds d'investissement américain Cerberus rachète 80,1 % de Chrysler pour 5,5 milliards d'euros. Daimler, qui conserve le reste du capital et des projets de développement techniques communs avec le constructeur américain, devra être rebaptisé « DaimlerAG ».
Le constructeur allemand avait déboursé 36 milliards de dollars en 1998, lors de l'« acquisition » de Chrysler ; ayant investi au total 30 milliards d'euros dans l'outil productif de son associé américain, il renoncera au reste de ses parts en 2009, lorsque Chrysler se mettra sous couvert du Chapter 11 de la loi américaine sur les faillites d'entreprise après avoir négocié l'aide de l'italien Fiat.
Le 10 juin 2009, Sergio Marchionne, administrateur délégué de Fiat, devient PDG de Chrysler Fiat LCC. Fiat dispose immédiatement de 20 % du capital de la nouvelle entité et montera à 35 % dès que les nouveaux modèles étudiés avec Fiat seront lancés en fabrication. Début janvier 2014, Fiat acquiert 41,46 % des actions de Chrysler qu'il ne détenait pas encore pour 4,35 milliards de dollars.

### Fiat Chrysler Automobiles
En juillet 2014, Fiat Chrysler Automobiles et Mitsubishi Motors forment un partenariat en Amérique du Nord pour produire des voitures citadines.
Le 29 octobre 2014, Fiat Chrysler Automobiles annonce son intention de scinder Ferrari, en introduisant de 10 à 20 % de Ferrari en bourse, le restant étant redistribué aux actionnaires de Fiat Chrysler Automobiles. Il espère dégager 2,25 milliards d'euros par cette vente.
Le 3 décembre 2015, les actionnaires de Fiat Chrysler Automobiles approuvent la scission entre le constructeur et sa filiale Ferrari. À cette occasion, FCA fait le choix de transférer ses actions Ferrari à la société FE Interim. Cette scission est réalisée le 4 janvier 2016.
En février 2016, Fiat Chrysler Automobiles annonce la vente de ses activités de presse, incluant une participation de 77 % dans La Stampa, au groupe L'Espresso détenant notamment La Repubblica, contre une participation de 16 % dans l'ensemble créé par cette opération. Cette dernière participation est prévue pour être distribuée aux actionnaires de Fiat Chrysler Automobiles par la suite. Fiat Chrysler Automobiles a annoncé également avoir finalisé la scission de son pôle médias RCS MediaGroup en faveur de Interim One BV. Cette opération est la principale étape vers la distribution des actions de RCS aux actionnaires de FCA, le groupe étant désireux de se recentrer sur son cœur de métier. Les actionnaires du groupe recevront 0,067 746 RCS pour chacune de leur action FCA. La distribution va se faire entre le 3 et le 4 mai.
En avril 2018, FCA annonce vouloir introduire en bourse sa filiale Magneti-Marelli, un des principaux équipementiers automobiles européens. Finalement, la filiale est cédée au printemps 2019 au groupe Calsonic Kansei.
Le 1er juin 2018, Sergio Marchionne présente à Balocco en Italie un nouveau plan stratégique courant sur quatre ans, jusqu'en 2022. Il concernait les marques Alfa Romeo, Maserati, RAM et Jeep. Selon Marchionne, le but du groupe FCA est de se concentrer sur les marques à forts volumes qui génèrent des marges. Le plan sera centré sur les SUVs et les voitures électriques. Après avoir lancé en 2013 en Californie la Fiat 500 électrique dotée d’une batterie de 24 kWh, le groupe Fiat-Chrysler (FCA) présente en juin 2018 un plan axé sur l’électrification, qui prévoit 9 milliards d’euros d’investissements dans les voitures électriques et hybrides d’ici à 2022. FCA compte proposer dix modèles hybrides rechargeables dont un SUV chez Alfa Romeo et une déclinaison hybride rechargeable de la Jeep Wrangler. En Europe, le groupe compte investir plus de cinq milliards d’euros d’ici à 2021 afin d’adapter ses usines italiennes pour la construction de voitures électriques et hybrides. Parmi les projets annoncés figurent la transformation de l’usine FCA de Mirafiori, à proximité de Turin, afin de préparer l’industrialisation d’une nouvelle plateforme dédiée aux véhicules électriques compacts, qui sera inaugurée en 2022 avec la nouvelle Fiat 500 électrique.
Le 21 juillet 2018, le directeur général de FCA, Marchionne a été soudainement remplacé dans tous ses postes. D'abord chez FCA, par Mike Manley, le PDG de la marque Jeep. Ensuite chez Ferrari où John Elkann devient le président et Louis Camilleri, ancien PDG du cigarettier Philip Morris, devient directeur général. Chez SGS, Peter Kalantzis, nommé président par intérim, et chez CNH Industrial, Suzanne Heywood, une Britannique, lui succèdent aussi. Cela se fait à la suite des réunions d'urgence du conseil d'administration de chaque société la veille. Marchionne est apparu pour la dernière fois en public le 26 juin en Italie, où il semblait assez léthargique et fatigué. Fiat Chrysler Automobiles a déclaré le 5 juillet qu'il avait pris un congé médical pour subir une intervention chirurgicale à l'épaule droite et le jour de son remplacement a déclaré qu'il ne pourrait pas retourner au travail en raison de complications postopératoires. Il a été rapporté plus tard que son état de santé s'était détérioré « soudainement et brutalement » et qu'il était « gravement malade » à l'hôpital universitaire de Zürich en Suisse.
Les médias italiens ont rapporté que le déménagement a été déclenché parce que Marchionne était tombé dans le coma et a plus tard contredit la déclaration de la FCA, rapportant que sa chirurgie était en fait une procédure beaucoup plus invasive destinée à combattre une maladie infectieuse non spécifiée, mais agressivement infectieuse qui avait été récemment diagnostiquée. Il a été rapporté plus tard que Marchionne avait depuis longtemps des douleurs chroniques aux épaules qui rendaient le mouvement du bras difficile, qu'il traitait avec de la cortisone. Par la suite, on lui a diagnostiqué un sarcome invasif de l'épaule, dont il a caché la gravité à Elkann et à ses collègues pendant qu'il suivait un traitement. Sa chirurgie de l'épaule faisait partie de ce traitement, et on a rapporté qu'il s'agissait d'une opération à haut risque que Marchionne appréhendait au départ. Au cours de l'opération, il a subi un accident vasculaire cérébral déclenché par une embolie cérébrale qui l'a plongé dans le coma. Marchionne aurait subi des dommages cérébraux permanents et était maintenu en vie par des appareils de survie, les médecins disant qu'il n'y avait aucun espoir de guérison. Sergio Marchionne meurt le 25 juillet 2018, à l'âge de 66 ans.
En juillet 2018, Alfredo Altavilla, chef de la division européenne de Fiat Chrysler Automobiles, a démissionné à la suite du remplacement de Marchionne par Mike Manley alors qu'Altavilla avait été désigné comme son successeur attendu. Il est remplacé à la tête de la zone EMEA (Europe, Moyen-Orient, Afrique) de Fiat Chrysler par Pietro Gorlier, qui dirigeait jusque-là le groupe Magneti Marelli.
Le 27 mars 2019, le Financial Times révèle que Renault envisage d'entrer en discussions avec le groupe pour évaluer la possibilité d'un rapprochement entre les deux parties. Dans la nuit du mercredi 5 juin au jeudi 6 juin 2019, le groupe FCA a fait savoir qu'il retirait l'offre de fusion avec le groupe Renault. Le constructeur Fiat Chrysler justifie ce retrait par le fait que les conditions politiques ne sont pas réunies et jette donc les torts sur le gouvernement français selon Le Monde.

### Stellantis: Fusion de Fiat Chrysler Automobiles (FCA) avec PSA Peugeot Citroën (PSA)
Le 30 octobre 2019, Fiat Chrysler Automobiles (FCA) et le français PSA Peugeot Citroën (PSA) annoncent être en discussion pour une fusion. Le 31 octobre 2019, FCA et PSA présentent leur projet de fusion à 50/50, pour constituer le quatrième groupe mondial automobile, derrière Volkswagen, Toyota, et l'Alliance Renault-Nissan-Mitsubishi, en réunissant les marques Alfa Romeo, Chrysler, Citroën, Dodge, DS Automobiles, Fiat, Jeep, Lancia, Maserati, Peugeot, Opel, Vauxhall et Ram Trucks. Le conseil d'administration serait composé de onze membres, cinq de chaque groupe et Carlos Tavares prendrait la direction générale du nouvel ensemble, tandis que John Elkann prendrait la tête du conseil d'administration. La Famille Agnelli détiendrait 14 % et la Famille Peugeot 6 %, tout comme l'État français et le constructeur chinois Dongfeng auraient 6 %.
FCA et PSA annoncent la signature d'un mémorandum d'entente (Mémorandum of understanding en anglais) le 18 décembre 2019 pour créer le 4e constructeur automobile mondial, ainsi que l'implantation du nouveau siège social aux Pays-Bas. L'action sera cotée à Milan, New York et Paris.
En septembre 2020, Fiat Chrysler Automobiles (FCA) et PSA Peugeot Citroën (PSA) annonce une modification de leur opération de fusion, réduisant le dividende exceptionnel de Fiat Chrysler Automobiles (FCA) à 2,9 milliards de dollars au lieu de 5,5 milliards de dollars et annulant la vente par PSA Peugeot Citroën (PSA) de sa participation de 46 % dans Faurecia. Le 21 décembre 2020, la Commission européenne annonce qu'elle autorise la fusion, sous conditions de l'engagement des deux entreprises de préserver la concurrence dans les petits utilitaires. Réunis en assemblée générale, les actionnaires des deux groupes donnent leur accord pour la fusion le 4 janvier 2021 qui voit Fiat Chrysler Automobiles (FCA) intégrer PSA Peugeot Citroën (PSA) pour se renommer Stellantis.
(Nota : Concernant les soupçons sur les rejets Nox de certains modèles diesel Fiat, plusieurs enquêtes ont été diligentées en France -comme pour les modèles Renault et Peugeot - À fin avril 2022, aucune preuve n'a encore été établie que Fiat aurait trafiqué le système électronique de gestion anti-pollution de la Fiat 500X ni de tout autre modèle du constructeur italien.)

## Dirigeants de l'entreprise
| Portrait          | Identité                        | Période         | Période         | Durée |
| Portrait          | Identité                        | Début           | Fin             | Durée |
| ----------------- | ------------------------------- | --------------- | --------------- | ----- |
| Sergio Marchionne | Sergio Marchionne (1952 - 2018) | 12 octobre 2014 | 2018            | 4 ans |
| Michael Manley    | Michael Manley (né en 1964)     | 2018            | 16 janvier 2021 | 3 ans |

| Portrait    | Identité                 | Période   | Période | Durée |
| Portrait    | Identité                 | Début     | Fin     | Durée |
| ----------- | ------------------------ | --------- | ------- | ----- |
| John Elkann | John Elkann (né en 1976) | mars 2019 |         |       |

## Principaux actionnaires
Au 22 décembre 2019 :
| Exor (holding Fam. Agnelli)           | 29,0% |
| Tiger Global Management               | 4,85% |
| Harris Associates                     | 3,91% |
| BlackRock Fund Advisors               | 3,71% |
| Baillie Gifford                       | 2,39% |
| The Vanguard Group                    | 2,10% |
| Robeco Institutional Asset Management | 1,93% |
| AQR Capital Management                | 1,44% |
| Marketfield Asset Management          | 0,90% |
| Goldman Sachs Asset Management        | 0,89% |

## Structure et marques
- Automobiles
  - Fiat Chrysler Automobiles 100 %
    - Fiat Auto
    - Fiat Professional
    - Lancia
    - Alfa Romeo
    - Abarth

  - Maserati 100 %
  - FCA US 100 %
    - Chrysler
    - Dodge
    - Jeep
    - Ram trucks
    - SRT
    - Mopar

  - Zastava 70 %
- Composants et systèmes de production
  - Fiat Powertrain Technologies 100 %
  - Teksid 84,8 %
  - Comau 100 %

## Modèles communs Fiat / Chrysler
- Fiat 500X (2014) et Jeep Renegade (2014)
- Fiat Viaggio (2012) et Dodge Dart (2012)
- Lancia Flavia Cabriolet et Chrysler 200 (2011)
- Lancia Thema (2011) et Chrysler 300 (2011)
- Lancia / Chrysler Voyager (2011)
- Fiat Freemont (2011) et Dodge Journey (2007)
- Lancia / Chrysler Delta (2008)

## Dieselgate
À la suite des révélations du scandale Volkswagen, aussi appelé « dieselgate », l'agence de protection de l'environnement des États-Unis a enquêté et découvert que le groupe Fiat-Chrysler avait aussi installé - secrètement - dans certains de ses moteurs diesel un logiciel bridant l'efficacité des systèmes de dépollution.
104 000 voitures seraient concernées aux États-Unis (depuis 2014). Cette annonce a fait chuter de 16 % la valeur des actions du groupe à la Bourse de Milan. Le constructeur a affirmé respecter la légalité car, selon lui, la loi autorise cette pratique quand il s'agit d'éviter une casse moteur, mais le logiciel devrait alors être déclaré et ne pas intervenir lorsque ce risque n'existe pas. Près d'un an plus tôt, un communiqué du groupe avait annoncé que « ses véhicules respectaient la loi américaine mais qu'il allait toutefois « mettre à jour » ses réglages ». 
Au moins deux types de véhicules sont concernés : Jeep Cherokee et pick-up Dodge Ram. En novembre 2016, 500 000 propriétaires de Dodge Ram intentaient une class-action après avoir été informés que leur modèle rejetait 14 fois plus de NOx que le maximum autorisé.
Alors que l'Italie reste discrète et selon l'Allemagne non-coopérative sur le sujet, en France et en Allemagne des contrôles ont montré que la Fiat 500X émet trois fois plus de NOx que la norme, et 40 % de CO2 en trop en raison - selon l'IFPEN, l'institut de recherche missionné pour étudier ce cas - d'une mise hors service automatique du système antipollution après 22 minutes de fonctionnement (sachant que le test d'homologation dure vingt minutes). De plus, lors des tests, le comportement du logiciel de la boîte de vitesses automatique s'est également montré anormal. Seules les Dodge et Chrysler sont épargnées, ne possédant que des véhicules essences dans leur gamme.